# پیتر بولاک (بازیکن فوتبال)
پیتر بولاک (انگلیسی: Peter Bullock؛ زادهٔ ۱۷ نوامبر ۱۹۴۱) بازیکن فوتبال اهل بریتانیا است.
از باشگاه‌هایی که در آن بازی کرده‌است می‌توان به باشگاه فوتبال استوک سیتی، باشگاه فوتبال کولچستر یونایتد، باشگاه فوتبال ساوتند یونایتد، باشگاه فوتبال اکستر سیتی، باشگاه فوتبال بیرمنگام سیتی، باشگاه فوتبال استافورد رانجرز، و باشگاه فوتبال والسال اشاره کرد.